# 江戸橋出入口

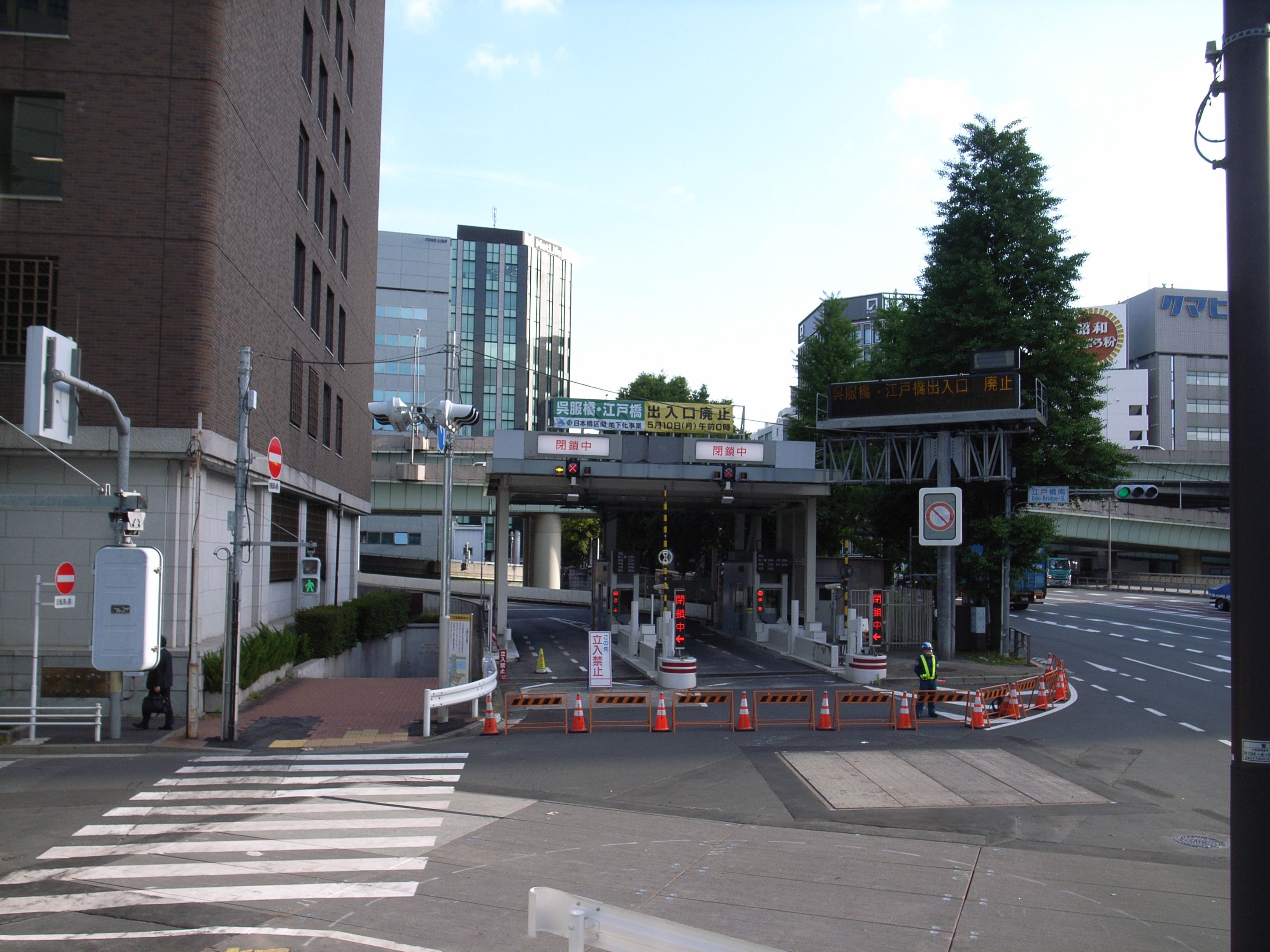
廃止に伴い閉鎖された状況

江戸橋出入口（えどばしでいりぐち）は、かつて東京都中央区にある江戸橋JCTに併設されていた首都高速道路都心環状線のインターチェンジである。竹橋JCT方面の出入口のみ設置されているハーフインターチェンジであった。
2021年（令和3年）5月10日0時、都心環状線の老朽化対策工事である「首都高速道路日本橋区間地下化事業」に伴い廃止された。

## 接続していた道路
- 東京都道316号日本橋芝浦大森線（昭和通り）

## 周辺
- 江戸橋
- 日本橋
- 日本橋駅
- 三越前駅
- 野村ホールディングス本社

## 隣
首都高速都心環状線
(30)呉服橋出入口（廃止） - (31)江戸橋出入口（廃止） - 江戸橋JCT - (11)宝町出入口